# Byrrhodes granus
Byrrhodes granus är en skalbaggsart som först beskrevs av Leconte 1878.  Byrrhodes granus ingår i släktet Byrrhodes och familjen trägnagare. Inga underarter finns listade i Catalogue of Life.